# Grande Cebu
A Região Metropolitana de Cebu ou simplesmente Grande Cebu (cebuano: Kauluhang Sugbo; filipino: Kalakhang Cebú; espanhol: Gran Cebú; inglês: Metro Cebú) é o primário centro urbano da província islena de Cebu e da região central das Filipinas. Possui um pouco mais de 3 milhões de habitantes e é a terceira maior região metropolitana das Filipinas, atrás apenas da Grande Manila e da Grande Davao.

O seu foco é a cidade de Cebu, a povoação espanhola mais velha das Filipinas. O Grande Cebú está localizado na porção centro-este da ilha de Cebú e na ilha vizinha de Mactán. Constitui-se 20 por cento da área terrestre e 57,5 por cento da população (censo de 2000) da inteira província.

## Economia
A região metropolitana de Cebu, como a segunda área metropolitana mais importante das Filipinas, estabeleceu-se como um importante centro econômico, atraindo várias empresas multinacionais em vários setores, desde terceirização de processos de negócios, eletrônicos, farmacêuticos e turismo, entre outros setores. A região metropolitana de Cebu, e a província de Cebu como um todo, experimentaram um rápido crescimento econômico desde o início dos anos 1990, um fenômeno também conhecido como Ceboom, uma junção de "Cebu" e "boom".
As cidades de Cebu, Lapu-Lapu e Mandaue, também conhecidas coletivamente como "tri-cidades", as três maiores e mais urbanizadas cidades da região metropolitana de Cebu, respondem por 22,2%, 11,3% e 8,3% do produto interno regional bruto de Vissaias Centrais, respectivamente, em 2020.

## Municípios e cidades
A região metropolitana conta com 7 cidades: Carcar, Cebu, Danao, Lapu-Lapu, Mandaue, Naga e Talisay. E com 6 Municípios (municipalidades): Compostela, Consolacion, Córdova, Liloan, Minglanilla e San Fernando.
O núcleo metropolitano (azul escuro) é a parte mais densamente povoada e suas cidades estão conurbadas. Já as outras áreas mais claras são as outras cidades da região metropolitana.
| Cidade/município | População (2020) | Área (km²) | Densidade pop. (km²) |
| ---------------- | ---------------- | ---------- | -------------------- |
| Cebu             | 964,169          | 315.00     | 3,060.85             |
| Lapu-Lapu        | 497,604          | 58.10      | 8,564,61             |
| Mandaue          | 364,116          | 34.87      | 10,442.10            |
| Talisay          | 263,048          | 39.87      | 6,597.64             |
| Danao            | 156,321          | 107.30     | 1,456.86             |
| Liloan           | 153,197          | 45.92      | 3,336.17             |
| Minglanilla      | 151,002          | 65.60      | 2,301.86             |
| Consolacion      | 148,012          | 37.03      | 3,997.08             |
| Carcar           | 136,453          | 116.78     | 1,168.46             |
| Naga             | 133,184          | 101.97     | 1,306.11             |
| San Fernando     | 72,224           | 69.39      | 1,040.84             |
| Córdova          | 70,595           | 17.15      | 4,116.33             |
| Compostela       | 55,874           | 53.90      | 1,036.62             |
| Total            | 3,165,799        | 1,062.88   | 2,978.51             |